# Rödfärgare

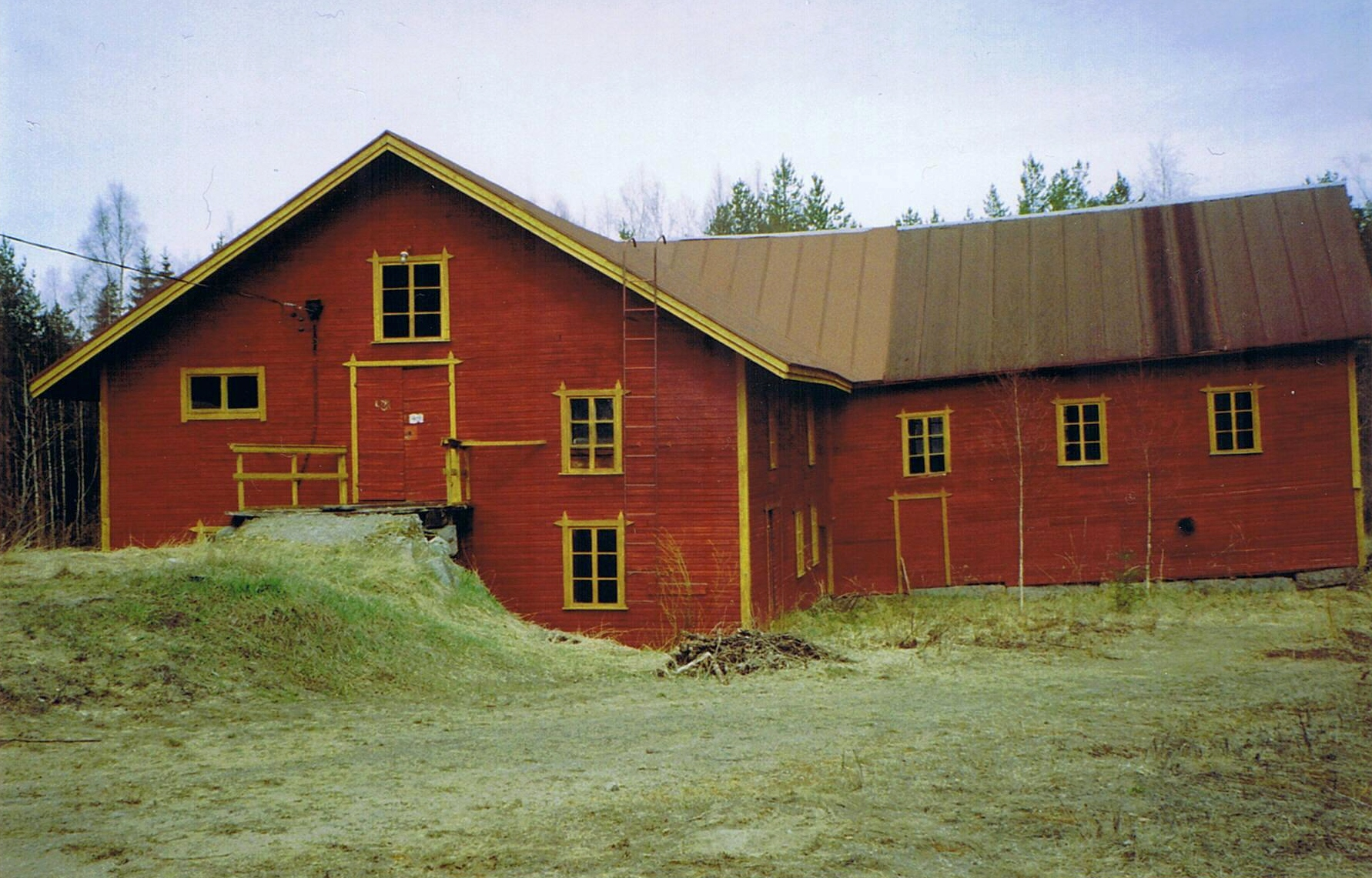
Rödfärgad kvarn i Tekevä, Pyhäjoki, Finland

Rödfärgare eller rödfärgsgubbar arbetade med att koka rödfärg eller ibland annan slamfärg och stryka upp den på byggnader. Rödfärgningen av den svenska landsbygden under 1800-tal och tidigare 1900-tal genomfördes av människor som inte var utbildade målare och hade betydligt lägre status än yrkesmålarna. Under skråtiden (fram till 1846) stod rödfärgarna utanför målarskrået. De tillverkade rödfärgen av pigment från något av landets många rödfärgsverk, kokt med vete- eller rågmjöl och vatten. För att få färgen lättarbetad och hållbar tillsattes ofta även andra ämnen, som sillake, tran, linolja, urin eller harts, och recepten var antagligen lika många som rödfärgsgubbarna.
Från mitten på 1900-talet blev det allt vanligare att köpa färdigkokt rödfärg i pulverform, och idag säljs praktiskt taget all rödfärg på burk. Därmed finns inte längre behovet av rödfärgfärgarnas specialrecept, men även idag görs rödfärgning ofta av företag som är specialiserade på just detta och inte på målning i allmänhet.
I sin roman Jerusalem (1901-1902) skildrar Selma Lagerlöf en kringvandrande rödfärgare: 
Det var inte svårt att se hvad han hade för yrke, ty han hade en lång rödfärgsborste på axeln och var nedstänkt af färgfläckar alltifrån mössan och ända ut på skospetsen. Han såg sig ofta omkring, såsom vandrande rödfärgare bruka, för att finna en gård, som var omålad, eller en, där färgen var urblekt och afregnad. Han tyckte sig se än en, än en annan, som passade honom, men hade svårt att bestämma sig.